# Gustavo Restrepo (Bogotá)
Gustavo Restrepo es un barrio ubicado en la UPZ San José de la localidad de Rafael Uribe Uribe al sur de Bogotá.

## Geografía
Terreno plano y urbano, con algunos parques y zonas verdes, principalmente del Parque de San Carlos y el canal La Albina.

### Barrios vecinos
| Noroeste: Quiroga (Avenida Caracas)                                                      | Norte: Quiroga (Avenida Caracas)                                    | Nordeste: Olaya Herrera (Avenida Caracas)                                                                     |
| Oeste: Colinas (Calle 32 sur entre Avenida Caracas y Carrera 13H)                        |                                                                     | Este: San José Sur (Avenida Calle 27 sur) Sosiego Sur (Carrera 12 entre Avenida Calle 27 sur a Calle 27A Sur) |
| Suroeste: San Carlos Oriental (Diagonal 32B Sur-Transversal 13 Bis B y Calle 32 Bis Sur) | Sur: San Carlos Oriental (Carrera 13 - Calle 31F Sur y Carrera 12G) | Sureste: San Carlos Oriental (Calle 28C Sur - Carrera 12B - Calle 27A Sur)                                    |

## Historia

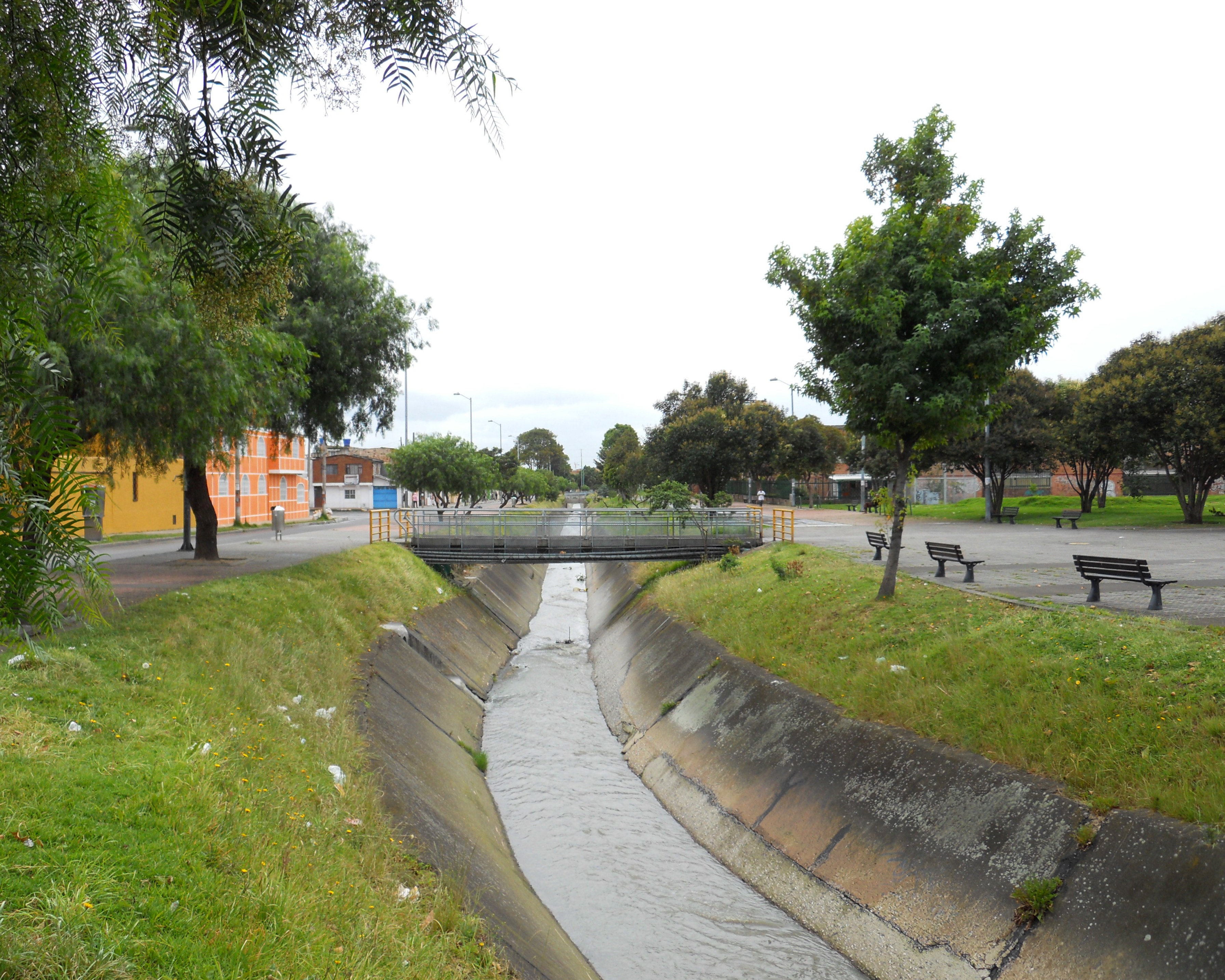
El canal La Albina.

El nombre de este barrio le perteneció a la finca de propiedad de Gustavo Restrepo (1870-1940). A su muerte, el barrio inicialmente se iba llamar San Carlos (denominación a la que también existe en la localidad de Tunjuelito, hacia el sur). Posteriormente se construiría el Hospital de Fundación Hospital San Carlos . Más tarde empezaría a construirse el colegio que llevaría el barrio. En 1978, se integró a la localidad de Rafael Uribe Uribe.

## Acceso y vías
Están las Avenidas Caracas, Calle 27 sur, la Calle 32 sur y la Carrera 13.

## Rutas SiTP

### Servicios troncales
- : Estaciones de Olaya y Quiroga del sistema TransMilenio.

### Servicios alimentadores
- 13-13 La Resurrección, procedente del Portal 20 de Julio, con paraderos alimentadores en la Calle 31 sur entre Carreras 13 a 14bis.

## Aspectos socioeconómicos
De estrato 3, el barrio es netamente residencial con un activo comercio minorista.

## Educación
Posee dos colegios el IED Gustavo Restrepo (la sede A) y el IED Alejandro Obregón:, así como la biblioteca menor de Colinas, adscrito a Biblored y el salón comunal de este nombre.

## Sitios Importantes
- Alcaldía Local
- CAI Gustavo (policía)
- Junta de Acción Comunal del Barrio Gustavo Restrepo
- Parque Metropolitano Bosque de San Carlos
- Hospital de San Carlos
- Parque Distrital Gustavo Restrepo
- Parque Urbanización Gustavo Restrepo
- Parque Infantil Gustavo Restrepo